# Oreocnide serrulata
Oreocnide serrulata är en nässelväxtart som beskrevs av C.J. Chen. Oreocnide serrulata ingår i släktet Oreocnide och familjen nässelväxter. Inga underarter finns listade i Catalogue of Life.